# Serial Experiments Lain
A Serial Experiments Lain (シリアルエクスペリメンツ・レイン) japán animesorozat, amelyet a Triangle Staff animációs stúdió készített Nakamura Rjútaró rendezésében. A sorozat forgatókönyvírója Konaka Csiaki, szereplőit Abe Jositosi tervezte. A sorozatot első alkalommal a TV Tokyo sugározta 1998 szeptemberétől. Az anime alapján készült, azonos című videójáték 1998 novemberében jelent meg PlayStation játékkonzolra a Pioneer LDC fejlesztésében.
A Lain cselekményét olyan filozófiai témák szövik át mint a valóság, a személyiség és a kommunikáció meghatározása. A sorozat történetének középpontjában Ivakura Lain, egy serdülő lány megismerkedése áll a Wired nevű globális kommunikációs hálózattal, mely hasonló az internethez. Lain középosztálybeli családjával él Japán egy külvárosi negyedében. Családját a közöny és elhidegülés jellemzi; nővére, Mika nemtörődöm, édesanyja közönyös és rideg, apja pedig a számítógépek megszállottja. Lain sivár és magányos életébe az első változást az hozza, mikor megtudja, hogy iskolatársnői e-maileket kapnak egy Jomoda Csisza nevű lánytól, aki régen az ő iskolájukba járt de nemrég öngyilkosságot követett el. Mikor otthon Lain is megkapja Csisza valós idejű üzenetét, a lány elárulja neki, hogy valójában nem halt meg, csak „maga mögött hagyta testét” és rátalált Istenre a Wired hálózatán. Ettől a pillanattól kezdve Lain egy olyan kalandnak lesz részese, ami nemcsak egyre mélyebbre viszi a hálózatba, hanem egyben saját gondolataiba is.
Az animesorozatot Észak-Amerikában a Geneon (korábbi nevén Pioneer Entertainment) adta ki DVD-n, VHS-en és LaserDisc-en. A sorozat alapján készült videójátékot, mely egyedül az eredeti mű témáját és főhősét vette át, Japánon kívül nem adták ki.
A Lain történetére és világára nagy hatást gyakorolt a filozófia, a számítógépek fejlődése, a cyberpunk irodalom és az összeesküvés elméletek. A sorozat több egyetemi cikknek is témája volt. Az angol nyelvű ismertetők általában a „fura” és „szokatlan” jelzőkkel illették, de összességében pozitívan értékelték a sorozatot. A Lain producerének, Ueda Jaszujukinak a nyilatkozata szerint, a sorozattal szeretett volna ellentétes nézeteket felszínre hozni a japán és az amerikai közönségből, és kissé csalódott volt amiért a Lain mindenkiben hasonló benyomást ébresztett.

## A sorozat cselekménye
A Serial Experiments Lain közvetlenül a valóság fogalmával foglalkozik, ami megnehezíti az igencsak összetett cselekményének összefoglalását. A történet elsődlegesen azon a feltételezésen alapul, hogy minden az emberi gondolatból, emlékezetből és a tudatból ered. Ebből kifolyólag a képernyőn látható események és történések tekinthetők Lain és más szereplők hallucinációinak, vagy éppen a Lain által alakított, mások által átélt hallucinációknak. A történet cselekményében a félrevezetés központi helyet foglal el; még a narrációból kapott információkat sem lehet igazként kezelni. A sorozat összefonódó filozófiai témái nem a megszokott lineáris úton bontakoznak ki: az egyes epizódok egyes „rétegeket” tárnak fel.
A Serial Experiments Lain magyarázatában a Wired az emberek által létrehozott kommunikációs hálózat, mely a távíró- és a telefonszolgáltatáson keresztül jött létre és fejlődött tovább az internet és más hálózatok létrejötte során. Az anime feltevése szerint a Wired lehetővé teszi egy olyan rendszerhez való kapcsolódást, mely az emberek és gépek tudatalatti kommunikációját szolgálja fizikai kapcsolat nélkül. Ha ez a kapcsolat valóban fennáll, a hálózat egyenértékűvé válhat magával a valósággal, mint minden érzéklet és tudás összessége. A vékony vonal a valóság és a lehetséges között kezdene elmosódni.
Maszami Eiri a Tachibana labs. 7-es Protokoll (a következő generációs internet-protokoll a sorozat idősíkjában) nevű tervezetének igazgatójaként mutatkozik be a sorozatban. Maszami titkokban a saját kódjait is hozzáadta, hogy irányítást biztosítson magának a Wired felett a fennen leírt drót nélküli rendszerhez. Ezután „feltöltötte” a tudatát a Wiredra a valódi világban pedig néhány nappal később meghalt. Ezek az események a sorozat közepe felé kerülnek napvilágra, de ez az a pont, ahol a Serial Experiments Lain története kezdetét veszi.
Maszami később elmagyarázza, hogy Lain egy eszköz, ami által a virtuális és a fizikai világ egymásba omolhat, és ezért szüksége van rá, hogy Lain csatlakozzon a Wiredhez és „elhagyja testét”, ahogyan azt ő is tette, hogy elérje célját. A cselekmény során megpróbálja meggyőzni őt, először a feltétel nélküli szeretet ígéretével, igézettel, a sors akaratával, majd, miután ezek hatástalanok maradnak fenyegetéssel és erővel.
Eközben egy másik szálon ádáz fogócska zajlik „A Keleti Calculus Lovagjai”, egy hackerekből álló szervezet tagjai, akiket Maszami a hívőinek nevez, akik révén Istenként létezhet a Wiredben, és a Tachibana Labs emberei között, akik megpróbálják visszaszerezni az irányítást a 7-es Protokoll felett.